# Ильюшин, Сергей Владимирович
Серге́й Влади́мирович Илью́шин (18 (30) марта 1894, Дилялево, Вологодский уезд, Вологодская губерния, Российская империя — 9 февраля 1977, Москва, СССР) — советский авиаконструктор, разработчик самого массового боевого самолёта в истории — штурмовика Ил-2. Трижды Герой Социалистического Труда (1941, 1957, 1974), единственный лауреат семи Сталинских премий (1941, 1941, 1943, 1946, 1947, 1950, 1951), лауреат Ленинской премии (1960), Государственной премии СССР (1971). Кавалер восьми орденов Ленина (1936, 1941, 1945, 1945, 1954, 1964, 1971, 1974). Генерал-полковник инженерно-технической службы (1967; с 1971 года — Генерал-полковник-инженер). Академик АН СССР (1968).

## Биография

### Детство
Родился 18 (30) марта 1894 в деревне Дилялево (ныне Вологодский район, Вологодская область) в семье крестьянина-бедняка Владимира Ивановича Ильюшина и его жены Анны Васильевны. В семье Ильюшиных было одиннадцать детей, из них выжили и выросли девять (два мальчика умерли в младенчестве). Сергей был самым младшим.
Ильюшин вспоминал о своём детстве:
Читать я научился рано — в шесть лет. Моими первыми книгами были «Ветхий завет» и «Новый завет», «Часослов», журнал «Вестник Европы», который каким-то непонятным образом попал в нашу глухую вологодскую деревню.
Восьми лет пошёл я в земскую школу в селе Березники в двух с половиной верстах от нашей деревни. Нам преподавали несколько предметов. Русский язык мы учили по книге Ушинского «Родное слово», занимались чистописанием, писали диктанты, учили географию, арифметику и обязательно закон божий. …

Одним из учителей в земской начальной школе был Александр Владимирович Чевский. … Это был удивительный человек. Он привил мне любовь к чтению, к знаниям. …

### Начало трудового пути
В пятнадцать лет (в 1909 году) Сергей по примеру старших братьев ушёл из родной деревни на заработки. Трудился чернорабочим на фабрике Яковлева под Костромой, затем на фабрике Горелина в Иваново-Вознесенске, был землекопом на стройке дороги в имении Осаново вологодского купца Волкова, чистил сточные канавы на красильной фабрике в Петербурге, нанимался косить сено.
В 1910 году в Петербурге Сергей встретил земляков, которые сказали ему, что есть выгодная работа на Коломяжском ипподроме (который приспосабливался под аэродром для проведения первой в России Международной авиационной недели). Сергей нанялся на ипподром землекопом. Выравнивал поле: засыпал ямки, срезал кочки; помогал выгружать ящики с частями аэропланов, собирать их. Осенью 1910 года на Комендантском аэродроме проходил первый Всероссийский праздник воздухоплавания. Впервые Ильюшин увидел полёты знаменитых русских авиаторов: Михаила Ефимова, Сергея Уточкина, Владимира Лебедева, Льва Мациевича и других. Позднее Сергей Владимирович вспоминал: «Со времени Всероссийского праздника воздухоплавания у меня и появилась любовь к авиации».
В 1911 году Ильюшин вернулся в родную деревню, работал возчиком молока маслодельного завода деревни Березняки.
В конце 1911 года семья испытывала острую нужду, и Сергей решил уехать на заработки на строительство Амурской железной дороги, где (на станции Бурея) провёл практически весь 1912 год. Был чернорабочим, смазчиком букс. Затем стал табельщиком, потому как был грамотным.
Поздней осенью 1912 года вернулся в Дилялево, а весной 1913 года вновь отправился на заработки. Уехал в Ревель (ныне— Таллин), где нанялся на строительство судостроительного завода Русско-Балтийского общества. Был разнорабочим, смазчиком, помощником машиниста экскаватора.

### Служба в Русской армии в Вологде и Санкт-Петербурге
Осенью 1914 года Ильюшин был мобилизован в армию. Сначала он служил в пехотной учебной команде, затем писарем в управлении воинского начальника города Вологды. Когда в управление пришёл запрос на семь человек для службы в авиации, Ильюшин по собственной просьбе был переведён в команду Северного района авиации, который был дислоцирован в Петербурге. Ильюшин проходил службу на Комендантском аэродроме, где служил сначала ангарным, затем помощником авиамоториста, младшим и, наконец, старшим мотористом. Сергей Ильюшин входил в состав аэродромной команды, которая принимала, проверяла, готовила к полётам самолёты, построенные в Петербурге на авиационных заводах С. С. Щетинина и В. А. Лебедева, расположенных на Комендантском аэродроме.
Летом 1917 года Ильюшин сдал экзамен на права пилота, окончив армейскую школу лётчиков Всероссийского императорского аэроклуба, который работал в Петербурге под патронажем императора Николая Второго.
В марте 1918 года в связи с революционными событиями и выходом России из войны был резко сокращен выпуск самолётов авиационными заводами Петербурга, и аэродромная часть, в которой служил Ильюшин, была расформирована.
Ильюшин уехал сначала в Дилялево, а затем в Вологду, где работал заведующим отделом промышленности Вологодского совета народного хозяйства: занимался налаживанием работы национализированных лесопилок, паровых мельниц, маслобойных заводов.
В октябре 1918 года вступил в РКП(б). В том же году Ильюшин и три его товарища — Александр Иванов, Владимир Фирулёв и Александр Бирилло — по заданию губкома партии основали партийную ячейку в Вологодском педагогическом институте.

### Служба в РККА
В мае 1919 года был призван в РККА. Ильюшина направили в Серпухов, где находилось командование Красного Воздушного Флота. Там Сергей Владимирович встретил своих старых знакомых по аэродромной команде Комендантского аэродрома — начальника 6-го авиаремонтного поезда Воронца и комиссара поезда А. Ф. Раугевича. Они договорились о назначении Ильюшина авиамехаником 6-го авиаремонтного поезда 6-й армии Северного фронта.
Осенью 1919 года механик Ильюшин получил приказ: выехать в район Петрозаводска, где, по донесению наземных войск, приземлился подбитый белогвардейский самолёт английского производства «Авро». Ильюшин и пять красноармейцев добрались до места вынужденной посадки самолёта, разобрали его, вытащили через непролазную грязь и увезли в Москву. Позднее на основе этого самолёта был разработан советский учебный биплан У-1.
Весной 1920 года Воронец и Раугевич получили назначение в авиационный парк Кавказского фронта в Саратов. Они добились перевода в Саратов Ильюшина. Сергей Владимирович стал старшим механиком и комиссаром 2-го авиационного парка Кавказского фронта. В авиапарке занимались ремонтом, восстановлением и испытанием самолётов перед отправкой на фронт.
Через некоторое время Ильюшин пишет рапорт с просьбой направить его во фронтовую часть Красной Армии. Вскоре Ильюшина вызвали в Москву, и в феврале 1921 года Сергей Владимирович был назначен начальником 15-го авиационного поезда 9-й Кубанской армии Кавказского фронта.
Осенью 1921 года авиапоезд Ильюшина был направлен в Москву, на усиление заново формирующихся частей. Перед отправлением в Москву Сергей Владимирович в беседе с начальником авиации Кавказского фронта Василием Владимировичем Хрипиным высказал желание поступить в Институт инженеров Красного Воздушного Флота. В. В. Хрипин поддержал его стремление получить высшее авиационное образование.

### Учёба и работа в авиации
Сдав экзамены, 21 сентября 1921 года Сергей Владимирович был зачислен в Институт инженеров Красного Воздушного Флота (с 1922 года — Военно-воздушная Академия имени профессора Н. Е. Жуковского).
Во время учёбы Ильюшин активно участвовал в работе кружка планеристов Мастерских тяжёлой и осадной артиллерии. В 1923 году С. В. Ильюшин спроектировал свой первый планёр «Мастяжарт» (АВФ-3). Построив его вместе с участниками кружка, принял участие в Первом Всесоюзном слёте планеристов в Коктебеле в ноябре 1923 года. Позднее спроектировал и построил планёры «Рабфаковец» (АВФ-4) (1924), «Мастяжарт-2» (АВФ-5) (1924). Впоследствии содействовал созданию и участвовал в работе Высшей лётно-планёрной школы Осоавиахима в Коктебеле. А четвёртый планёр Сергея Владимировича «Москва» (АВФ-21) (1925) принял участие в Рёнских состязаниях планеристов в Германии в августе 1925 года (лётчик Константин Арцеулов), где получил первый приз за продолжительность полёта.
После окончания Академии и защиты дипломного проекта (посвящённого разработке самолёта-истребителя), приказом Реввоенсовета СССР № 750 за 1926 год С. В. Ильюшину было присвоено звание военного инженера-механика Воздушного Флота.
С июня 1926 по ноябрь 1931 года Сергей Владимирович работал председателем самолётной секции Научно-технического комитета ВВС, где занимался изучением мирового опыта самолётостроения, разработкой тактико-технических требований к новым самолётам. Под руководством Ильюшина были составлены технические требования к некоторым самолётам Николая Поликарпова (в том числе к У-2), Андрея Туполева, Дмитрия Григоровича. Также в 1930—1931 годах Сергей Владимирович работал помощником начальника Научно-испытательного института ВВС по научно-технической части.
Работа в Научно-техническом комитете и Научно-испытательном институте ВВС была интересной, однако Ильюшин стремился начать собственную конструкторскую деятельность. Летом 1931 года Сергей Владимирович пишет рапорт с просьбой о переводе в авиационную промышленность, предварительно обсудив этот вопрос с начальником Всесоюзного авиационного объединения Петром Барановым.
Рапорт Ильюшина был рассмотрен, и с ноября 1931 года по январь 1933 года Сергей Владимирович возглавлял конструкторское бюро ЦАГИ.
В конце 1932 года Ильюшин предложил разделить конструкторское бюро ЦАГИ на две самостоятельные структуры: ЦКБ авиазавода № 39 им. В. Р. Менжинского для строительства лёгких самолётов и конструкторский отдел ЦАГИ, занимающийся разработкой тяжёлых самолётов. Предложение Сергея Владимировича было поддержано начальником Глававиапрома Петром Барановым и наркомом тяжёлой промышленности Григорием Орджоникидзе.
Приказом Глававиапрома от 13 января 1933 года было организовано Центральное конструкторское бюро (ЦКБ) авиазавода им. В. Р. Менжинского, начальником которого был назначен Ильюшин. Одновременно Сергей Владимирович руководил конструкторской бригадой № 3. В сентябре 1935 года бригада Ильюшина была преобразована в Опытное конструкторское бюро авиазавода им. В. Р. Менжинского, а Сергей Владимирович стал Главным конструктором ОКБ.
Первенцем Ильюшинского ОКБ стал экспериментальный бомбардировщик ЦКБ-26. 17 июля 1936 года Владимир Коккинаки установил на нём первый советский мировой авиационный рекорд (высоты подъёма груза), официально зарегистрированный Международной авиационной федерацией (ФАИ).
21 апреля 1938 года во время служебного перелёта из Москвы в Воронеж у самолёта УТ-2, которым управлял Ильюшин, перегрелся и остановился мотор. На вынужденной посадке в темноте самолёт перевернулся. Ильюшин и его пассажир — конструктор Воронежского завода Иван Васильевич Жуков — получили травмы. Вскоре после этого случая вышел приказ, запрещавший главным конструкторам летать самостоятельно.
В ОКБ Ильюшина были созданы бомбардировщики ДБ-3 (Ил-4), осуществившие ряд налётов на Берлин в августе-сентябре 1941 года, а также «летающий танк» — штурмовик Ил-2, самый массовый самолёт СССР в Великой Отечественной войне.
10 января 1943 года в газете «Известия» было опубликовано обращение Ильюшина к Сталину:

Дорогой Иосиф Виссарионович!

Желая помочь нашей героической Красной Армии быстрее разгромить и уничтожить немецко-фашистские банды, я внёс в Московскую областную контору Госбанка 75 000 рублей и 1 февраля 1943 года внесу ещё 35 000 рублей на строительство авиасоединения «Москва».

Желаю Вам, Иосиф Виссарионович, доброго здоровья.
— Авиаконструктор С. Ильюшин
С 1943 года ОКБ Ильюшина приступило к разработке пассажирских самолётов. Серия гражданских Илов началась с Ил-12. За ним последовали Ил-14, Ил-18, Ил-62. Последним самолётом, разработанным под руководством Сергея Владимировича, стал Ил-62 — флагман Аэрофлота 1960-х — 1970-х годов.
Летом 1970 года С. В. Ильюшин в связи с болезнью сложил с себя обязанности руководителя ОКБ (приказ министра авиационной промышленности СССР П. В. Дементьева № 378/К от 28.07.1970 года), однако он оставался членом Научно-технического совета и консультантом.
Преемником Сергея Владимировича стал Генрих Васильевич Новожилов.
Скончался Сергей Ильюшин 9 февраля 1977 года. Похоронен в Москве на Новодевичьем кладбище, участок № 7, 13 ряд.

## Самолёты Ильюшина[14]

### Серийные
- ДБ-3 — Двухмоторный дальний бомбардировщик. Первый полёт в 1935 году. Экипаж 3 человека. Серийное производство с 1937 по 1941 год. ДБ-3 строился на четырёх заводах, всего было изготовлено 1528 самолётов. В качестве пДБ-3 эксплуатировались до начала 1942 года, а как учебные — до 1943 года[15].
- Ил-2 — Тяжёлый двухместный штурмовик. Первый полёт в 1939 году. Серийное производство с 1941 по 1945 год. Ил-2 самый массовый военный самолёт за всю историю, всего было выпущено 36 183 самолёта различных модификаций. Серийно Ил-2 производился на 4 заводах, наибольшее количество был выпущено в Куйбышеве — 26 888 штук[16]
- Ил-4 — Двухмоторный дальний бомбардировщик. Первый полёт в 1939 году. Модернизация самолёта ДБ-3. Экипаж четыре человека. Серийное производство с 1939 по 1945 год. Всего было изготовлено 5256 самолётов. Самолёт эксплуатировался с 1940 по 1952 год[17].
- Ил-10 — Тяжёлый штурмовик. Первый полёт в 1944 году. Серийное производство с 1944 по 1955 год. Ил-10 эксплуатировался с 1945 по 1962 год. Всего было изготовлено 6166 самолётов. В СССР Ил-10 начали списывать с 1956 года, после упразднения штурмовой авиации[18].
- Ил-12 — Среднемагистральный двухмоторный пассажирский самолёт. Первый полёт в 1945 году. Выпускался в двух вариантах: пассажирском и грузовом. Пассажирский вариант был рассчитан на перевозку от 16 до 32 пассажиров и багажа. Экипаж пять человек: два пилота, штурман, радист и бортмеханик. Серийное производство с 1946 по 1949 годы. Эксплуатация с 1947 по 1968 годы. Всего было изготовлено 663 самолёта[19].
- Ил-14 — Ближнемагистральный двухмоторный пассажирский самолёт. Первый полёт в 1950 году. Экипаж 2—5 человек. Максимальное число пассажиров 36. Серийное производство с 1953 по 1959 год. Эксплуатация с 1954 по 2005 год. Самолёт выпускался в различных модификациях: транспортный, транспортно-десантный, летающие лаборатории, самолёт для аэрофотосъёмки, санитарный. В СССР было выпущен 1065 самолётов. Ил-14 также изготавливались по лицензии в ГДР, Чехословакии и Польше[20].
- Ил-18 — Дальнемагистральный четырёхмоторный пассажирский самолёт. Первый полёт в 1957 году. Экипаж пять человек. 120 пассажиров, или 13 500 кг груза. Ил-18 изначально проектировался как пассажирский самолёт. Серийно производился с 1957 по 1985 год. Самолёт долгое время был основным среднемагистральным лайнером в СССР. Всего было изготовлено более 700 самолётов Ил-18 различной модификации[14].
- Ил-20 — Самолёт радиоэлектронной разведки. Первый полёт в 1968 году. Создан на базе Ил-18. Экипаж 13 человек. Самолёт использовался для разведки вдоль государственной границы. Серийно производился с 1968 по 1976 год[21].
- Ил-28 — Фронтовой бомбардировщик. Первый полёт в 1948 году. Экипаж три человека. Серийно производился с 1949 по 1955 год. Всего было изготовлено 6316 самолётов. Ил-28 первый советский реактивный бомбардировщик[22].
- Ил-38 — Патрульный противолодочный самолёт. Первый полёт в 1961 году. Экипаж 10 человек. Разработан на базе Ил-18. Серийно производился с 1967 по 1972 год. Поступил на вооружение в 1969 году. Всего изготовлено 65 самолётов Ил-38[23].
- Ил-62 — Дальнемагистральный пассажирский самолёт. Первый полёт в 1963 году. Серийно производился с 1966 по 1995 год. 186 пассажирских мест. Экипаж 5 человек. Было изготовлено 289 самолётов, 75 было поставлено на экспорт. Последний самолёт, спроектированный и построенный С. В. Ильюшиным[24].
- Ил 76 - советский и российский тяжёлый военно-транспортный самолёт, разработанный в ОКБ Ильюшина по проекту и под руководством Г. В. Новожилова; первый в истории СССР военно-транспортный самолёт с турбореактивными двигателями.

### Прототипы и экспериментальные самолёты
Реализованы «в металле», но серийно не выпускались
- ЦКБ-26 — Экспериментальный дальний бомбардировщик. Первый полёт в 1935 году. В 1936 году ЦКБ-26 установил два мировых рекорда высоты полёта и первым из двухмоторных самолётов выполнил петлю Нестерова. Был построен в единственном экземпляре[25].
- ДБ-4 — Скоростной дальний бомбардировщик. Первый полёт в 1940 году. Экипаж 3—4 человека. В серийное производство не запускался. Был изготовлен в единственном экземпляре[26].
- Ил-6 — Дальний бомбардировщик-торпедоносец. Первый полёт в 1943 году. Экипаж шесть человек. На самолёте были установлены дизельные двигатели. Серийно самолёт не запускался, так как окончательная отработка пришлась на конец войны. Ил-6 был изготовлен в единственном экземпляре[27].
- Ил-8 — Тяжёлый штурмовик. Первый полёт в 1943 году. Экипаж два человека. Самолёт должен был стать усовершенствованной версией Ил-2, однако, несмотря на хорошие лётные качества самолёта, ненадёжная работа двигателя не позволила запустить самолёт в серийное производство. Было изготовлено два экземпляра[28].
- Ил-16 — Опытный тяжёлый штурмовик. Первый полёт в 1945 году. Проектировался под новый двигатель. Самолёт в серийное производства передан не был, так как не удалось довести двигатель до требуемых характеристик. В 1946 году работы по самолёту были прекращены[29].
- Ил-22 — Экспериментальный фронтовой бомбардировщик. Первый полёт в 1947 году. Первый советский реактивный бомбардировщик. Экипаж 5 человек. Четыре двигателя. Серийно самолёт не производился[30].
- Ил-24 — Самолёт ледовой разведки. Первый полёт в 1980 году. Создан на базе Ил-18. Экипаж пять человек. Было произведено два экземпляра[31].
- Ил-30 — Опытный фронтовой реактивный бомбардировщик. Был изготовлен в единственном экземпляре в 1949 году. Экипаж четыре человека. Во время испытаний самолёт выполнил несколько пробежек по взлётно-посадочной полосе, полёт так и не состоялся. В августе 1950 года все работы по Ил-30 были прекращены[32].
- Ил-32 — Десантно-грузовой планёр. Первый полёт в 1948 году. Предназначался для транспортировки крупногабаритных грузов массой до 7000 кг, или 60 человек десанта. Взлётная масса 16 000 кг. Был изготовлен в единственном экземпляре[33].
- Ил-40 — Штурмовик. Первый полёт в 1953 году. Экипаж два человека. После проведения испытаний самолёт был рекомендован для серийного производства. Однако после изготовления пяти экземпляров проект был закрыт, так как армия отказывалась от штурмовой авиации в пользу истребительно-бомбардировочной[34].
- Ил-46 — Опытный бомбардировщик дальнего радиуса действия. Первый полёт в 1952 году. Два турбореактивных двигателя. Экипаж три человека. Серийно не производился. Предпочтение было отдано Ту-16. Ил-46 был изготовлен в единственном экземпляре[35].
- Ил-54 — Фронтовой бомбардировщик. Первый полёт в 1955 году. Экипаж три человека. Последний реактивный бомбардировщик, спроектированный ОКБ Ильюшина. Было изготовлено два экземпляра[36].

Нереализованные:
- Ил-26 — Проект дальнего тяжёлого бомбардировщика. Шесть турбовинтовых двигателей. Экипаж 12 человек. Проектная дальность 11 560 км. В 1948 году проект был закрыт.

Ильюшин Сергей Владимирович — памятник на Новодевичьем кладбище, 2017 г.

Бюст Ильюшина С. В. работы Е. Вучетича

## Признание

Бюст С. В. Ильюшина в Вологде

### Премии
- Сталинская премия II степени (14 марта 1941) — за разработку конструкций самолётов
- Сталинская премия I степени (10 апреля 1942) — за разработку новой конструкции самолёта
- Сталинская премия I степени (1943) — за модификации и усовершенствование конструкции боевых самолётов
- Сталинская премия I степени (1946) — за разработку конструкции нового самолёта-штурмовика Ил-10 и коренное усовершенствование штурмовика Ил-2[37]
- Сталинская премия I степени (1947) — за разработку конструкции многоместного пассажирского самолёта Ил-12
- Сталинская премия I степени (1950) — за разработки в области самолётостроения
- Сталинская премия II степени (1951) — за выдающиеся изобретения и коренные усовершенствования в области машиностроения
- Ленинская премия (1960) — за создание пассажирского самолёта Ил-18
- Государственная премия СССР (1971) — за создание дальнего противолодочного самолёта Ил-38

### Награды
- трижды Герой Социалистического Труда (25 ноября 1941 — за выдающиеся достижения в области создания новых типов боевых самолётов, 12 июля 1957, 29 марта 1974)
- восемь орденов Ленина (30 декабря 1936, 25 ноября 1941, 21 января 1945, 2 июля 1945 — за образцовое выполнение заданий правительства по производству боевых самолётов, 30 марта 1954, 30 марта 1964, 26 апреля 1971, 29 марта 1974)
- орден Октябрьской Революции (2 октября 1969)
- два ордена Красного Знамени (3 октября 1944, 15 ноября 1950)
- орден Суворова 1-й степени (16 сентября 1945) — за образцовое выполнение заданий правительства по выпуску боевых самолётов, моторов, авиационных приборов, винтов и агрегатов самолётного и моторного оборудования в период Отечественной войны
- орден Суворова 2-й степени (19 августа 1944) — за выдающиеся заслуги в области усовершенствования и создания новых боевых самолётов и авиационных моторов
- орден Трудового Красного Знамени (5 марта 1939)
- два ордена Красной Звезды (17 августа 1933, 28 октября 1967)
- Орден Возрождения Польши 5-й степени (1969)
- Золотая авиационная медаль ФАИ (1968)
- Медаль «В ознаменование 100-летия со дня рождения Владимира Ильича Ленина»
- Медаль «За оборону Москвы» (1946)
- Медаль «За победу над Германией в Великой Отечественной войне 1941—1945 гг.»
- Юбилейная медаль «Двадцать лет Победы в Великой Отечественной войне 1941—1945 гг.» (1967)
- Юбилейная медаль «Тридцать лет Победы в Великой Отечественной войне 1941—1945 гг.»
- Медаль «За победу над Японией» (1948)
- Медаль «За доблестный труд в Великой Отечественной войне 1941—1945 гг.» (1946)
- Медаль «Ветеран Вооружённых Сил СССР»
- Юбилейная медаль «XX лет Рабоче-Крестьянской Красной Армии»
- Юбилейная медаль «30 лет Советской Армии и Флота» (1948)
- Юбилейная медаль «40 лет Вооружённых Сил СССР» (1957)
- Юбилейная медаль «50 лет Вооружённых Сил СССР»
- Медаль «В память 800-летия Москвы»

## Семья

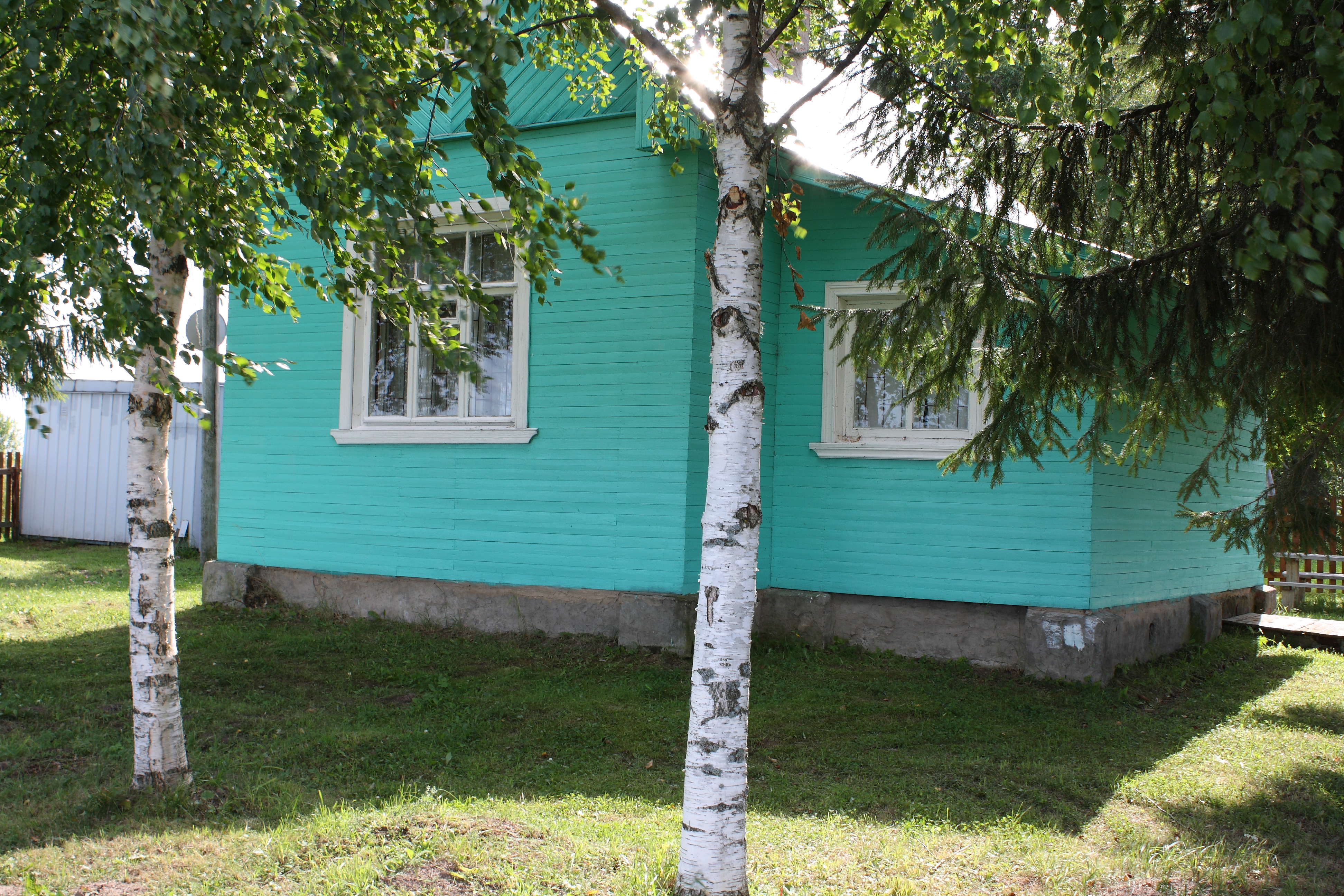
Дом С. В. Ильюшина в Дилялево

- Первая жена — Раиса Михайловна Жолковская (1897–1972). Заключили брак в Вологде 4 июня 1919 года.
- Дочь от первого брака — Ирина Сергеевна Ильюшина (по мужу — Орехович, 1920–2007), была замужем за вице-президентом АМН Василием Николаевичем Ореховичем.[38]
- Сын от первого брака — Владимир Сергеевич Ильюшин (1927–2010) — лётчик-испытатель, Герой Советского Союза.
  - Внучка — Лариса Алексеевна Скрябина-Королева (Ильюшина; 1951–2023)
- Вторая жена — Анастасия Васильевна Советова (1915–2008) — инженер-конструктор.
- Сын от второго брака — Сергей Сергеевич Ильюшин (1947–1990) — инженер.
- Сын от второго брака — Александр Сергеевич Ильюшин (род. 1955)
  - Внук — Сергей Александрович Ильюшин (1985–2002)[39]

## Историческое значение личности
Генеральный конструктор Ильюшин, по воспоминаниям его коллег, умел заражать своим энтузиазмом, увлекать своей идеей людей без всякой агитации. Для молодых специалистов Ильюшин разработал «Краткую памятку конструктору», где описал основные вопросы конструирования частей, узлов и деталей самолёта. В «Памятке» даётся не только полный перечень всех требований, влияющих на конструирование, но и указывается на необходимость системного подхода к проектированию, назначение комплексного анализа всех факторов. В результате Ильюшин не только сам внёс вклад в развитие авиастроения, в обороноспособность страны, но и воспитал крупнейших специалистов, обладающих высокой квалификацией, работоспособностью и индивидуальным стилем.
Ильюшин принадлежит к той плеяде выдающихся конструкторов, творческая деятельность которых выходит за рамки инженерного труда и становится деятельностью учёного. Как истинный инженер и учёный он поддерживал любые творческие начинания, помогал авторам и изобретателям, ищущим новых решений. В результате чего сотрудники ОКБ опубликовали не одну сотню научно-технических работ. Конструкторы получили много авторских свидетельств и патентов самого различного характера.
Ильюшин по праву считается выдающимся авиаконструктором и учёным и занимает достойное место в истории авиации. Его штурмовики, бомбардировщики, пассажирские самолёты на каждом этапе развития авиации — новинки технической мысли.

## Документальные фильмы о С. В. Ильюшине
- ЦСДФ (1972). «Конструктор легендарных ИЛов».  31 мин. {{cite episode}}: |series= пропущен или пуст (справка)
- «Экран» (1983). «Взлёт продолжается» (50-летию конструкторского бюро имени С. В. Ильюшина посвящается).  56 мин. {{cite episode}}: |series= пропущен или пуст (справка)
- «Крылья Медиа» (2004). «Ильюшин — человек и самолёт».  26 мин. {{cite episode}}: |series= пропущен или пуст (справка)

## Память
- В деревне Дилялево сохранился дом, в котором С. В. Ильюшин жил во время летних отпусков в 1950—1970-х годах.
- В посёлке Можайское (12 километров от Вологды) в Доме-музее А. Ф. Можайского имеется обширная экспозиция, посвящённая жизни и деятельности С. В. Ильюшина[41].
- Материалы о жизни и деятельности С. В. Ильюшина представлены в зале боевой славы районного краеведческого музея с. Кубенское.
- В Вологде (на пересечении улиц Мира и Благовещенской, открыт 17 января 1977 года, скульптор — О. М. Мазинер[42], архитектор И. Рожин) и в Москве установлены бронзовые бюсты С. В. Ильюшина.
- Именем Ильюшина названы улицы в Москве, Санкт-Петербурге, Братиславе, Воронеже, Вологде, Тюмени, Кубенском.
- В 1984 году была выпущена почтовая марка СССР, посвящённая Ильюшину (приурочена к 90-летию со дня рождения); в 2019 году — почтовый блок России.
- В 1984 году в городе Вологде на улице Ильюшина был установлен памятник ИЛ-28, посвящённый своему создателю — Сергею Владимировичу Ильюшину.
- 8 мая 2020 года в деревне Березник был открыт памятник С. В. Ильюшину[43].

На почтовых марках
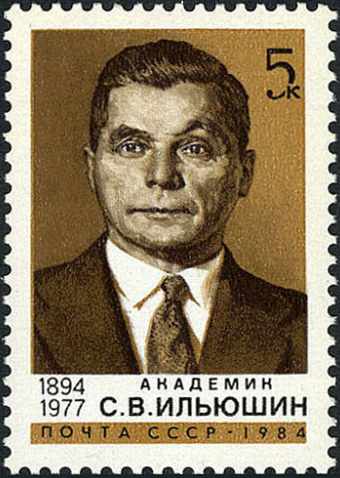
СССР, 1984 год
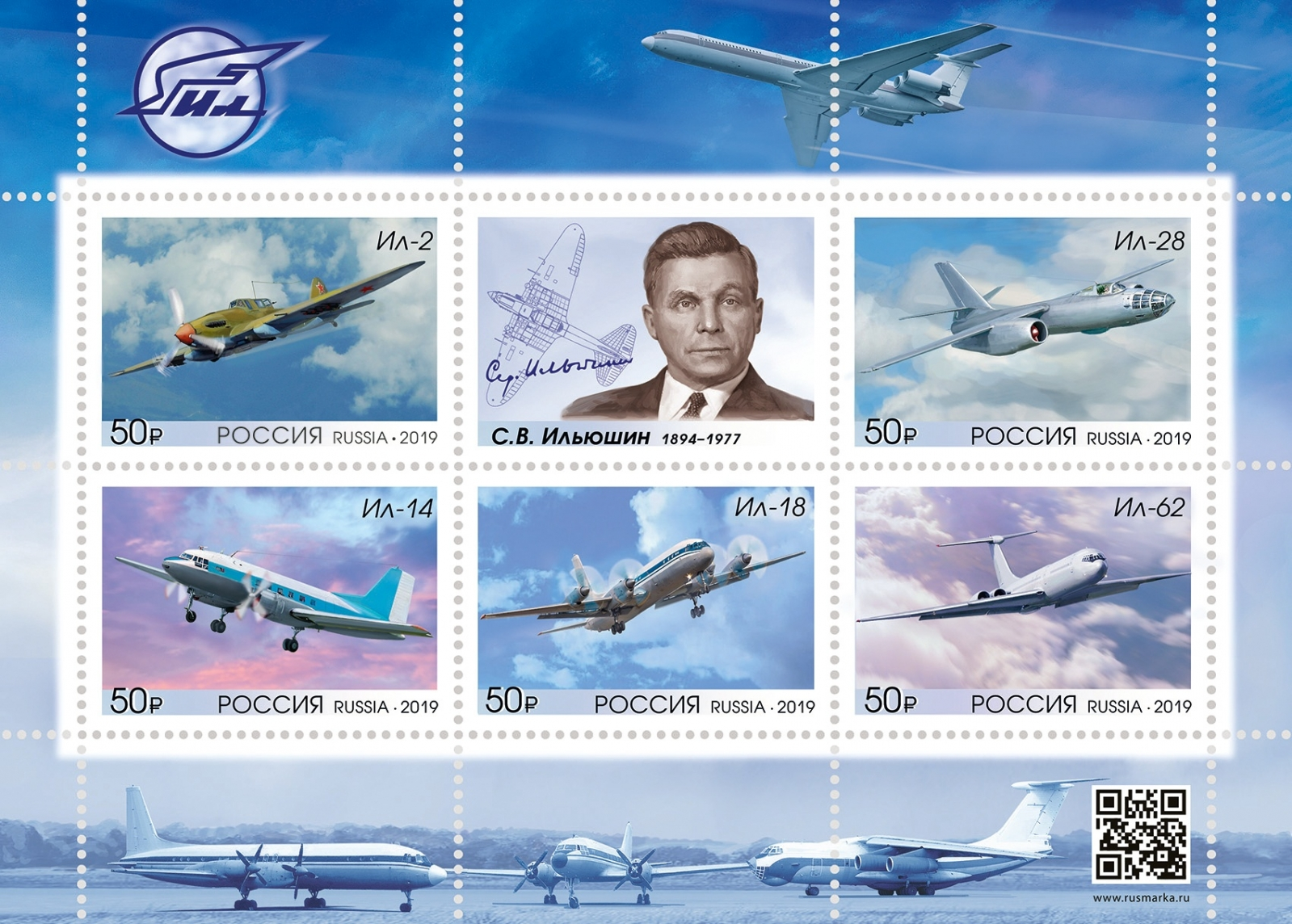
Россия, 2019 год